# Actinopus robustus
Actinopus robustus är en spindelart som först beskrevs av O. Pickard-Cambridge 1892.  Actinopus robustus ingår i släktet Actinopus och familjen Actinopodidae.
Artens utbredningsområde är Panama. Inga underarter finns listade i Catalogue of Life.